# Syndromodes unicolor
Syndromodes unicolor är en fjärilsart som beskrevs av W. Warren 1897. Syndromodes unicolor ingår i släktet Syndromodes och familjen mätare. Inga underarter finns listade i Catalogue of Life.